# Habel Creek
Habel Creek är ett vattendrag i Kanada.   Det ligger i provinsen Alberta, i den centrala delen av landet, 3 100 km väster om huvudstaden Ottawa.
Trakten runt Habel Creek består i huvudsak av gräsmarker. Trakten runt Habel Creek är nära nog obefolkad, med mindre än två invånare per kvadratkilometer.